# Torstensonova válka
Torstensonova válka nebo Hannibalova válka byl krátký ozbrojený konflikt mezi Švédskem a Dánsko-Norskem v letech 1643 až 1645, na konci třicetileté války. Názvy války odkazují na švédského generála Lennarta Torstensona a norského generálního guvernéra Hannibala Sehesteda.
Dánsko se stáhlo z třicetileté války oslabeno a pod tlakem, smlouvou z Lübecku (1629). Švédsko v ní naopak mimořádně posílilo a cítilo, že má šanci Dánsku odebrat jeho prastarou kontrolu nad Baltským mořem. Proto Švédové Dány napadli a jasně zvítězili. Ve druhé smlouvě z Brömsebro (1645), která válku uzavřela, muselo Dánsko učinit obrovské územní ústupky a de facto Švédům předalo kontrolu nad Baltem a celou Skandinávií. Dánsko-Norsko postoupilo Švédsku norské provincie Jemtland, Herjedalen a Idre & Serna a strategicky cenné ostrovy Gotland a Øsel v Baltském moři. Švédové se zmocnili i oblasti Särna a okupovali dánskou provincii Halland dalších 30 let jako záruku smlouvy. Dánský následník trůnu Frederik II. se musel vzdát své vlády v kníže-biskupství ve Verdenu a v Brémách, přičemž obě kníže-biskupství byla obsazena Švédy. Podle vestfálského míru, který ukončoval celou třicetiletou válku roku 1648, se obě kníže-biskupství stala lénem švédské koruny.
Rychlé vítězství Švédů v Torstensonově válce ovlivnilo i celou třicetiletou válku, neboť Torstenson mohl začít pronásledovat císařskou armádu pod velením Matyáše Gallase z Jutska až do českých zemí. V bitvě u Jankova pak porazil Gallasovu armádu a ohrozil následně Prahu i Vídeň.
Dánské snahy zvrátit situaci ve druhé severní válce (1655–1660), skånské válce (1675–1679) a severní válce (1700–1721) selhaly.